# Instituto Digital César Chávez para el Español en Norteamérica
El Instituto Digital César Chávez para el Español en Norteamérica (IDCC) es una organización pública del Gobierno de México para fomentar el idioma español y la cultura hispana en los Estados Unidos, y para atajar la discriminación y racismo contra la comunidad mexicana e hispana en los Estados Unidos.  El instituto promueve la cultura, arte, poesía e intercambio científico por medio de su plataforma digital y con programación en sus consulados y el Instituto de Cultura de México en Estados Unidos.
Según el director ejecutivo de Diplomacia Cultural del gobierno mexicano, Enrique Márquez, el instituto quiere combatir el "supremacismo lingüístico" del inglés y que los hispanos en Estados Unidos "tengan más apego a su origen, que no les dé vergüenza hablar español."
El instituto conmemora el activista estadounidense César Chávez.

## Historia
La creación del instituto se anunció en agosto de 2020 por el ministro de Exteriores mexicano Marcelo Luis Ebrard Casaubón. El anuncio ocurrió durante el primer aniversario del Tiroteo de El Paso de 2019, un ataque a la comunidad hispana que dejó a 23 muertos.
El instituto fue inaugurado el 29 de marzo de 2021.

## Objetivos
Según el instituto, la organización tiene tres objetivos principales:
- Difundir el español de México y su cultura para dignificar a las comunidades mexicanas en el exterior.
- Rescatar y divulgar sus expresiones culturales.
- Impulsar la investigación académica del trilingüismo (español, inglés y lenguas originarias de México).